# Pindaris
Els Pindaris foren grups militars irregulars generalment d'afganesos al servei dels generals marathes a l'Índia central al segle XVIII; els grups s'organitzaven sota caps elegits i cada gran grup o banda estava al servei d'algun cap maratha. No rebien pagament sinó el dret de saqueig i pillatge pels territoris pels que passaven o ocupaven. Quan els marathes foren derrotats a la segona Guerra Anglo-maratha de 1802-1804 per Sir Arthur Wellesley, duc de Wellington i Lord Gerard Lake, primer vescomte Lake, els pindaris es van reagrupar a Malwa sota protecció dels Sindhia i Holkar i cada any a començaments de novembre es reunien i marxaven a saquejar territoris, quasi sempre sota control britànic. La seva activitat depredadora fou molt important i va augmentar progressivament; algunes zones van quedar assolades i quasi despoblades, i altres almenys arruïnades. El 1814 es creia que eren uns 25.000 homes a cavall. La Companyia Britànica de les Índies Orientals va decidir la seva eliminació el 1816 i en una guerra que va durar del 1817 al 1818 van quedar aniquilats o pacificats.
Vegeu: Guerra Pindari